# Possjolok imeni Karla Libknechta
Possjolok imeni Karla Libknechta (russisch Посёлок имени Карла Либкнехта, übersetzt Karl-Liebknecht-Siedlung) ist eine Siedlung städtischen Typs in der Oblast Kursk (Russland) mit 7682 Einwohnern (Stand 14. Oktober 2010).

## Geographie
Die Siedlung liegt etwa 50 Kilometer Luftlinie westsüdwestlich des Oblastverwaltungszentrums Kursk am linken Ufer des Desna-Nebenflusses Seim.
Die Karl-Liebknecht-Siedlung ist Verwaltungszentrum des Rajons Kurtschatowski und befindet sich etwa 15 km südwestlich von dessen Verwaltungssitz Kurtschatow und dem dortigen Kernkraftwerk Kursk. Die Siedlung ist einzige Ortschaft der gleichnamigen Stadtgemeinde (gorodskoje posselenije).

## Geschichte
Der ursprünglich Peny genannte Ort wurde 1606 erstmals erwähnt. 1868 wurde die Eisenbahnstrecke Kursk – Kiew  der damaligen privaten Kursk-Kiewer Eisenbahn (ab 1893 Kiew-Woronescher, ab 1895 Moskau-Kiew-Woronescher Eisenbahn) vorbeigeführt, was einen wirtschaftlichen Aufschwung zur Folge hatte. Noch im 19. Jahrhundert entstand eine der ersten und größten Zuckerfabriken der Region.
Bereits 1930 erhielt der mittlerweile mit dem Nachbardorf Blochino zusammengewachsene Ort den Status einer Siedlung städtischen Typs und den Namen des deutschen Kommunisten und Mitbegründers der KPD Karl Liebknecht (1871–1919). Im Zweiten Weltkrieg war der Ort von Ende Oktober 1941 bis Ende Februar 1943 von der deutschen Wehrmacht besetzt.
1977 wurde die Siedlung mit dem gesamten Ostteil des Lgowski rajon, zu dem sie seit 1928 gehört hatte, in den neuen Kurtschatowski rajon ausgegliedert.

### Bevölkerungsentwicklung
| Jahr | Einwohner |
| ---- | --------- |
| 1939 | 5.730     |
| 1959 | 7.012     |
| 1970 | 10.272    |
| 1979 | 9.884     |
| 1989 | 9.833     |
| 2002 | 8.216     |
| 2010 | 7.682     |
| 2021 | 7.969     |

Anmerkung: Volkszählungsdaten

## Wirtschaft und Infrastruktur
Nach der Schließung der vormals größten Unternehmen der Karl-Liebknecht-Siedlung, der Zuckerfabrik (1997) und einer 1944 gegründeten Maschinenfabrik, sind die größten Arbeitgeber verschiedene Versorgungs- und Baubetriebe.
Durch den Ort führt die auf diesem Abschnitt zweigleisige Eisenbahnstrecke Kiew – Kursk (Station Blochino, Streckenkilometer 413), von der östlich eine Güteranschlussstrecke zur gut 15 km entfernten Zuckerfabrik Kollektiwist in Ljubimowka abzweigt.
Die Siedlung liegt an der Regionalstraße R199, die Kursk über Kurtschatow, Lgow und Rylsk mit der ukrainischen Grenze Richtung Hluchiw verbindet und Teil der Europastraße 38 ist.